# Método de Miles y Misra

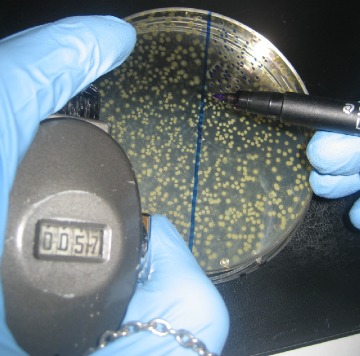
La forma tradicional de enumerar las UFC con un "contador de clics" y un bolígrafo. Cuando las colonias son demasiado numerosas, es frecuente contar las UFC sólo en una fracción de la cápsula.

El método de Miles y Misra o conteo de microorganismos viables en superficie es una técnica utilizada para calcular el número de unidades formadoras de una colonia en una suspensión bacteriana. Fue descubierto por Miles y Misra en 1938.
El procedimiento de la técnica es el siguiente:
- Se preparan una serie progresiva de diluciones en serie de la suspensión bacteriana original, tantas como sean necesarias.
- Los materiales necesarios son una micropipeta correctamente calibrada que pueda surtir gotas de 0.02ml y 6 placas de agar nutritivo. Estas placas se dividen en sectores numerados.
- La suspensión o dilución se coloca en forma de gotas (0.02ml) desde una altura de 2,5 cm; ésta se dispersará aproximadamente en un área de 1.5 a 2.0 cm de diámetro.
- Cada una de las 6 placas tendrá una gota de cada dilución en el sector correspondiente (numerado)
- Periodo de incubación: 18-24 horas. Posteriormente, se observa su crecimiento.
- Los sectores en los que hay más de 20 colonias no muestran confluencia y son utilizados para realizar los conteos de viabilidad.
- El número de bacterias viable por 0.02ml de una dilución se obtiene calculando la media de los contajes para cada dilución en las 6 placas.